# South Temple
South Temple es un lugar designado por el censo ubicado en el condado de Berks en el estado estadounidense de Pensilvania. En el Censo de 2010 tenía una población de 1424 habitantes y una densidad poblacional de 1.656,05 personas por km².

## Geografía
South Temple se encuentra ubicado en las coordenadas 40°23′56″N 75°55′21″O / 40.39889, -75.92250. Según la Oficina del Censo de los Estados Unidos, South Temple tiene una superficie total de 0.86 km², de la cual 0.86 km² corresponden a tierra firme y (0.3%) 0 km² es agua.

## Demografía
Según el censo de 2010, había 1424 personas residiendo en South Temple. La densidad de población era de 1.656,05 hab./km². De los 1424 habitantes, South Temple estaba compuesto por el 89.04% blancos, el 2.95% eran afroamericanos, el 0.49% eran amerindios, el 0.77% eran asiáticos, el 0% eran isleños del Pacífico, el 5.06% eran de otras razas y el 1.69% pertenecían a dos o más razas. Del total de la población el 14.82% eran hispanos o latinos de cualquier raza.